# Hymenasplenium apogamum
Hymenasplenium apogamum là một loài dương xỉ trong họ Aspleniaceae. Loài này được N. Murak. & Hatan. mô tả khoa học đầu tiên.
Danh pháp khoa học của loài này chưa được làm sáng tỏ. 